# MFS (ラッパー)
MFS（エムエフエス、1998年7月23日 - ）は、日本のラッパー。MCネームは、当時のInstagramアカウントIDであった「Mother Fucking Savage」に由来する。

## 経歴

### 生い立ち
東京都出身。母親の影響で、幼い頃からTLCやデスティニーズ・チャイルドといったブラックミュージックには親しんでいた。その一方で、小学生のころから姉とともにクラシックバレエを習っており、彼女いわく「両極端な音楽が流れる環境」で育った。また、個人的な趣味としては、小学生のときにK-POP、中学生のときに「海外のパーティソング」を聴いていた。中学校には「通ったり通わなかったり」していたものの「ギリギリ卒業」し、高校は、「私みたいなあまり学校に行かないような子達のチャレンジングスクール的な、一応全日制なんですけど結構自由な学校」に通った。
高校生のときから日本語ラップも聞きはじめるようになったが、ラッパーを志す思いはなく、ライブの現場に足を運ぶこともなかった。一方で、「4つ打ちとかエレクトロのフェス」にはよく遊びに行っていた。高校卒業後は雑誌編集者を志し、専門学校に通ったものの、奨学金を遊興費に使ってしまったために学費を払うことができなくなった。この時期、SNSを介しヒップホップクルーのTHA JOINTZと知り合い、2019年1月に同クルーのJASSが主催する「JEST FUNK」に参加するため、大阪へ向かう。MFSは大阪の魅力に惹かれ、学校を退学した1ヶ月後にあたる2019年3月に、東京から大阪に転居した。

### ラッパーとしてのキャリア
大阪に転居後、11月ごろよりラップをはじめた。ラッパーになろうとしていなかったものの、以前より「何か表現するものがあったらいいな」と思っていたMFSは、JASSからビヨンセの『Me, Myself and I』のインスト盤をもらい、これにあわせてラップしてみることにした。JASSはこのラップを高く評価し、MFSはラッパーとしての活動をはじめることになった。
その後、ライブのための楽曲を制作するようになり、2020年7月に1stシングルである「BOW」をリリースする。2021年3月にはRed Bullのサイファー企画である 『RASEN』に参加し、2021年4月にはEP『FREAKY』をリリースした。2022年3月には2ndEPである『Style』をリリースし、5月には、16000人の観客を動員するヒップホップイベントである『POP YOURS』の「NEW COMER SHOT LIVE」に出演した。
2022年には「BOW」がアクションゲームの『オーバーウォッチ2』において、日本出身・忍術を使う巫女という設定の新ヒーロー「キリコ」のテーマソングとして使用されることとなり、同年10月にはSpotifyバイラルチャートにおいて1位を獲得した。ゲームについてあまり詳しくなかったMFSは当初、この案件の意味を直感的に理解できておらず、この案件を了承したのは2022年7月ごろ、スタッフを起用してからのことであったという。また、同曲はタイプビートを用いたものであったためにライセンスの問題が残っており、この対処を通じて、彼女は「プロフェッショナルとしてやっていくことの厳しさを身をもって知った」という。
2024年4月には1stアルバムである『COMBO』をリリースした。8月にはForbes JAPAN 30 UNDER 30 2024 ENTERTAINMENT & SPORTSを受賞した。

## ディスコグラフィ

### シングル
| タイトル                       | 発売日         | 出典   |
| ------------------------------ | -------------- | ------ |
| FIRE LAND (MFS prod. DJ SOOMA) | 2022年10月15日 | [ 15 ] |
| FRESH!!! (feat. Henny K)       | 2022年11月19日 | [ 16 ] |

### EP
| タイトル | 発売日       | 出典  |
| -------- | ------------ | ----- |
| FREAKY   | 2021年4月1日 | [ 7 ] |
| Style    | 2022年3月2日 | [ 8 ] |

### アルバム
| タイトル | 発売日        | 出典   |
| -------- | ------------- | ------ |
| COMBO    | 2024年4月17日 | [ 12 ] |

### 参加作品
| アーティスト                                    | タイトル                                                                   | 発売日                                                | 収録作品               | 出典   |
| ----------------------------------------------- | -------------------------------------------------------------------------- | ----------------------------------------------------- | ---------------------- | ------ |
| ASAMI & P!O                                     | OUR PAGE (feat. MFS)                                                       | 2020年12月16日                                        | 『Elf Journey』        | [ 17 ] |
| MARZY                                           | ELEMENT (feat. Spada, TOFU, MFS, Ken Francis, SANTAWORLDVIEW & Merry Delo) | 2021年2月16日                                         | シングル               | [ 18 ] |
| WE GOTTA POWER (feat. KID PENSEUR & MFS)        | Koh × Lil May                                                              | 2021年3月31日                                         | 『Throwback Future』   |        |
| Benefit one MONOLIZ                             | Better Now (feat. MFS)                                                     | 2021年4月7日                                          | シングル               | [ 19 ] |
| GOTU                                            | GAMI (feat. KID PENSER & MFS)                                              | 2021年9月18日                                         | 『Osaka Trash』        | [ 20 ] |
| JNKMN, Leon Fanourakis, MFS, MonyHorse & SPARTA | Beyond The Lines                                                           | 2021年11月5日                                         | シングル               | [ 21 ] |
| KADOKAWA DREAMS                                 | SIVA (feat. MFS, SANTAWORLDVIEW, FKAK, Koshy & AWSM)                       | 2021月12月10日                                        | シングル               | [ 22 ] |
| WILYWNKA                                        | Keep It Runnin’ feat. MFS (Prod. Taka Perry)                               | 2022年6月17日（1%STORE先行） 2022年7月6日（全国流通） | 『COUNTER』            | [ 23 ] |
| 18scott                                         | SHIKAKERU ft.MFS (Tha Jointz)                                              | 2022年7月13日                                         | 『People Around Me』   | [ 24 ] |
| JASS                                            | BLACK SUN (feat. MFS)                                                      | 2022年11月7日                                         | 『BLACK N CHROME』     | [ 25 ] |
| BRAVURA                                         | Lookame (feat. MFS)                                                        | 2022年12月3日                                         | 『BRAVURA TAPE vol.4』 | [ 26 ] |
| Tha Jointz                                      | AFTER JOINTZ                                                               | 2022年12月7日                                         | シングル               | [ 27 ] |
| MEDIUNN & MFS                                   | Shudoken                                                                   | 2023年1月10日                                         | シングル               | [ 28 ] |
| Tina                                            | Deja’ve (feat. MFS)                                                        | 2023年6月16日                                         | シングル               | [ 29 ] |
| Awich                                           | ALI BABA feat. MFS（Prod. Chaki Zulu）                                     | 2023年8月9日                                          | 『United Queens』      | [ 30 ] |
| Awich                                           | ALI BABA REMIX feat. MFS & ralph（Prod. Chaki Zulu）                       | 2023年10月25日                                        | 『THE UNION』          | [ 31 ] |
| Tha Jointz                                      | CRUSIN (feat. MFS, WELL-DONE, Koh & JASS)                                  | 2023年11月14日                                        | シングル               | [ 32 ] |
| Tha Jointz                                      | WEATHERTEC (feat. GOTU, JNK, MFS, JASS, WELL-DONE & Koh)                   | 2024年2月3日                                          | シングル               | [ 33 ] |
| Kojoe                                           | RUNWAY（feat. MFS & 田我流）                                               | 2024年8月22日                                         | シングル               | [ 34 ] |
| MoMo                                            | TIME (feat. MFS)                                                           | 2025年5月21日                                         | シングル               | [ 35 ] |